# Echiniscus siegristi
Echiniscus siegristi är en djurart som tillhör fylumet trögkrypare, och som beskrevs av Heinis 1911. Echiniscus siegristi ingår i släktet Echiniscus och familjen Echiniscidae. Inga underarter finns listade i Catalogue of Life.